# Václavovice
Václavovice é uma comuna checa localizada na região de Morávia-Silésia, distrito de Ostrava.